# Vi (teksteditor)
 For alternative betydninger, se vi. (Se også artikler, som begynder med vi)
vi er en skærmorienteret teksteditor oprindeligt udviklet til UNIX-styresystemet. Den portable delmængde af vi-opførslen og programmer baseret på den og ex editor sprog understøttet i disse programmer er beskrevet af (og derfor standardiseret af) Single Unix Specification

og POSIX.
Den originale kildekode til vi blev skrevet af Bill Joy i 1976 som visual mode i en linjeeditor kaldet ex, som Joy havde skrevet med Chuck Haley.

Bill Joy's ex 1.1 blev udgivet som en del af den første BSD UNIX udgivet i marts, 1978.
Navnet vi er afledt fra det korteste entydige forkortelse for kommandoen visual i ex; den nævnte kommando skifter linjeeditoren ex til visuel tilstand.

## Udbredelse
Over årene siden dens skabelse er vi blevet en de facto standard UNIX-editor. Dog lader det til, at vi er ved at udfases i flere klassiske GNU/Linux distributioner.

## Grænseflade
vi er en modal editor: den opererer i enten indsætningstilstand (eng. insert mode) (hvor tastet tekst bliver en del at dokumentet) eller normal-tilstand (eng. normal mode) (hvor tastetryk bliver fortolket som kommandoer der styrer redigér sessionen). For eksempel vil i mens editoren er i normal-tilstand skifte editoren til indsætningstilstand, men tastning af i igen her placerer et "i" tegn i dokumentet. Trykkes escape-tasten under indsætningstilstand skifter editoren tilbage til normal-tilstand.